# Trimipramin

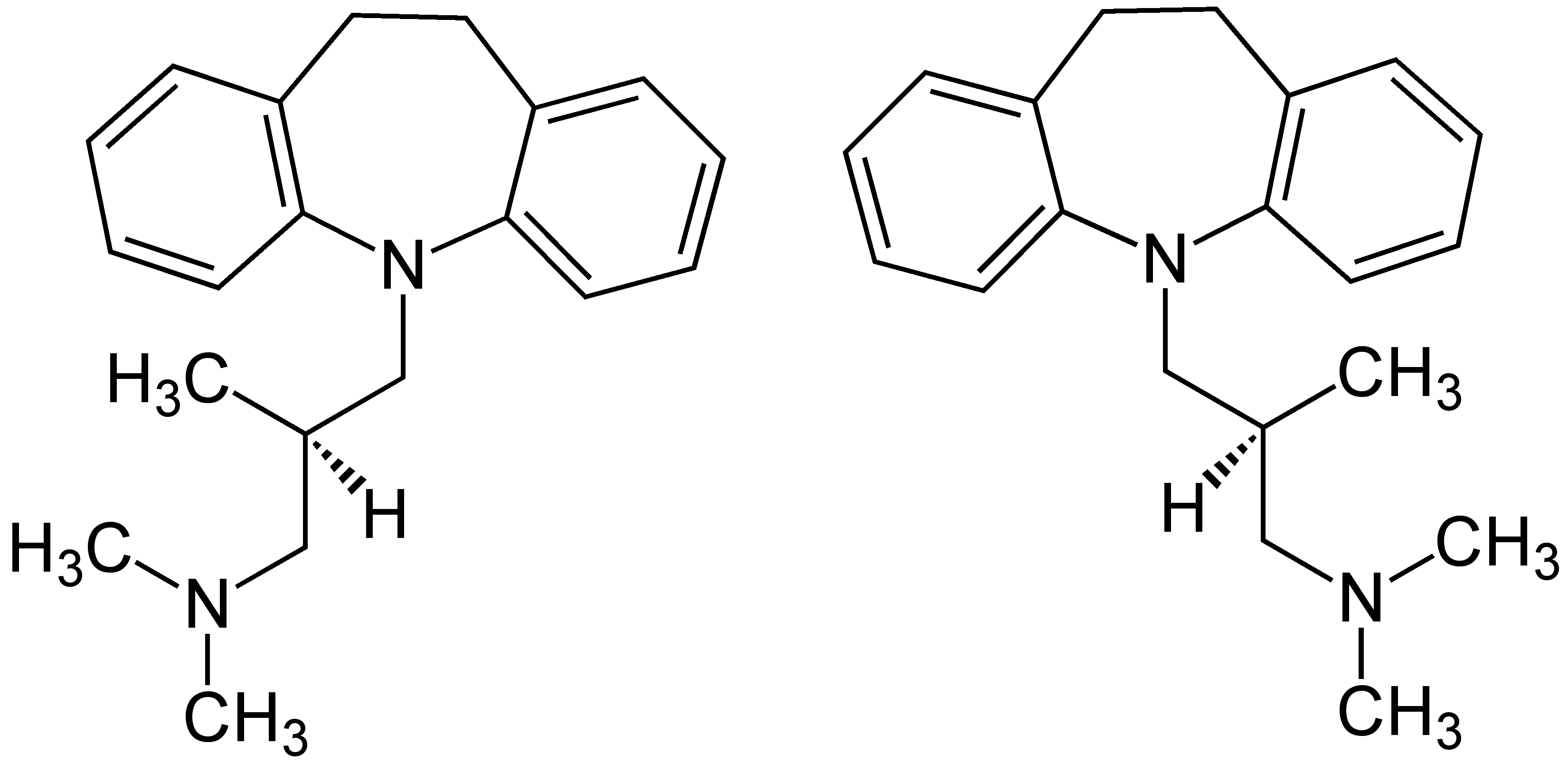
strukturformel

Trimipramin, antidepressivt läkemedel som samtidigt är starkt lugnande. Trimipramin har kemiska likheter med såväl det första antidepressiva preparatet Tofranil (imipramin) som ett neuroleptikum - Nozinan (levomepromazin). Förutom antidepressiv effekt har trimipramin liksom neuroleptika en svagt dopaminblockerande effekt. Jämfört med andra antidepressiva mediciner är den antidepressiva effekten svag, men å andra sidan är preparatet mer lugnande och ångestdämpande. Medlet är inte vanebildande. Varunamn för preparatet var i Sverige Surmontil.
Till skillnad från de flesta andra antidepressiva mediciner anses inte trimipramin störa REM-sömnen. Ett vanligt problem med antidepressiv medicinering är att en hämmad och passiv patient börjar bli mer aktiv innan stämningsläget förbättras, vilket kan leda till ökad risk för självmord. Denna risk anses vara mindre med trimipramin än med andra antidepressiva preparat.
Surmontil (trimipramin) är numera avregistrerat i Sverige. 